# Jorginho Putinatti
Jorginho Putinatti, född 23 augusti 1959, är en brasiliansk tidigare fotbollsspelare.
Jorginho Putinatti spelade 16 landskamper för det brasilianska landslaget. Han deltog bland annat i Copa América 1983.